# Gray Fullbuster
Gray Fullbuster (グレイ・フルバスター Gurei Furubasuta?) es un mago de hielo, coprotagonista del manga y anime Fairy Tail, perteneciente al gremio del mismo nombre. Usualmente forma equipo con Natsu, Lucy, Erza Scarlet, Happy, Wendy y Charle.

## Aspecto
Gray posee un cabello de un tono azul oscuro. Generalmente aparece con el pecho desnudo. A diferencia de Natsu, posee un cuerpo más musculoso. Además, su tono de piel es más claro. En el manga es más común verlo en calzoncillos, sin embargo, cuando usa ropa, suele variarla (aunque se quita la ropa para comenzar a luchar). 
Su marca de Fairy Tail es de color azul oscuro y se encuentra en su pecho. Mientras que en el anime y manga aparece en calzoncillos, en las OVAs ha salido completamente desnudo.

## Personalidad
Gray es exhibicionista y tiene como costumbre quedarse en ropa interior o desnudo repentinamente (la mayoría del tiempo), habiendo estado con ropa unos instantes antes. Tiene esta costumbre por la forma en la que su maestra, Ur, lo obligaba a acostumbrase al frío intenso durante su entrenamiento, desnudándose en las montañas con temperaturas bajo cero. Se acostumbró a despojarse de sus ropas y empezó a hacerlo todo el tiempo de manera inconsciente. Pelea todo el tiempo con Natsu tontamente ya que lo considera su rival, y según Happy son los mejores amigos desde hace tanto tiempo que uno podría predecir las palabras del otro. En algunas ocasiones es un bromista, pero sus chistes son malos. Aparte, es pésimo razonando con mujeres que lloran y manejando los sentimientos de estas: incluso ha hecho llorar a Mirajane y a Lucy algunas veces. Es muy buen amigo de Erza Scarlet, ya que cuando eran pequeños él se sonrojaba y tartamudeaba cada vez que la veía. Además, le prometió que nunca la dejaría llorar sola otra vez. También durante una misión, al ver a Erza dormir piensa "en realidad tiene una cara muy linda cuando duerme". Cuando Géminis se hace pasar por él, se revela que se siente ligeramente atraído por Lucy Heartfilia.
Es muy compasivo incluso con sus rivales, como ocurrió con Juvia Loxar, que la salvó de caer del techo del edificio de Phantom Lord tras vencerla (en el manga esto no ocurre) y con Ultear al salvarla antes de que muriera ahogada tras haberla derrotado. No le gusta expresar o hablar sobre sus sentimientos e intenta no pensar en ello. Por ejemplo, durante los Grandes Juegos Mágicos, Erza le dice que debería darle una respuesta a Juvia, quien está enamorada de él. Sin embargo, Gray simplemente se frustra por el comentario y lo ignora. Posiblemente esto se debe a que no está seguro de sus sentimientos por ella. No obstante, cada vez que Lyon intenta cortejarla, es él quien intercede para que la deje en paz, y frecuentemente cuando están juntos al parecer tolera o incluso le agrada su compañía.

## Historia
Es hijo de Silver Fullbuster y Mika. De pequeño, un monstruo llamado Deliora atacó su pueblo natal, pero él sobrevivió. Fue rescatado de la ciudad en ruinas por la maga Ur y su discípulo Lyon. Gray pidió a Ur que le enseñara magia para poder luchar contra Deliora en el futuro, pues quería vengarse del monstruo. Ur aceptó y empezó a entrenar a Gray y Lyon en la magia del hielo.
Un día, Gray se enteró del paradero de Deliora y fue en su busca; pero Ur, sabiendo que Gray no podría contra esa bestia, dio su vida en un ataque para proteger a sus discípulos.

## Habilidades
Gray utiliza magia de creación de hielo, Puede crear hielo para moldear distintas formas o armas de ataque y defensa, creando escudos, espadas, arcos o incluso cañones. Su especialidad es el hielo alquímico estático, ya que sus creaciones son objetos inanimados.
El maestro Makarov y Happy señalan que tiene la misma fuerza que Natsu, y conforme avanza la historia ambos se vuelven cada vez más poderosos. En algunas ocasiones ha demostrado ser más hábil que Natsu, ya que tiende a ser más inteligente en como realizar sus movimientos y tener un mayor control de sus habilidades. En el manga heredó de su padre magia de Devil Slayer de hielo, lo que ha incrementado enormemente su poder.

### Técnicas de Hielo Alquímico
- Ice Make - Hammer: Martillo de Hielo Alquímico
- Ice Make - Shield: Escudo de Hielo Alquímico.
- Ice Make - Lance: Lanza de Hielo Alquímico.
- Ice Make - Floor: Suelo de Hielo Alquímico.
- Ice Make - Geyser: Gran Fortaleza de Hielo Alquímico. Es una de sus técnicas más poderosas.
- Ice Make - Wall: Pared de Hielo Alquímico.
- Ice Make - Fishnet: Red de Hielo Alquímico.
- Ice Make - Saucer: Disco de Hielo Alquímico.
- Ice Make - Jail: Prisión de Hielo Alquímico.
- Ice Make - Cannon: Cañón de Hielo Alquímico. Es una técnica muy poderosa.
- Ice Make - Iced Shell: Coraza de Hielo Alquímico que encierra al rival eternamente. Sin embargo, el que lo usa sacrifica su propio cuerpo convirtiéndolo en un hielo imposible de derretir aunque este siga vivo. Por ello, Gray prometió no utilizarla nunca.
- Houjin Nanarembu: conocida como la danza de los siete cortes.
- Ice Make - Rampant: Muralla de Hielo Alquímico.
- Ice Make - Garra: Garra de Hielo Alquímico.
- Ice Make - Knuckle: Puños de Hielo Alquímico.
- Ice Make - Ice Bringer: crea dos espadas curvas de Hielo Alquímico.
- Ice Make - Stairs: Escalera de Hielo Alquimico.
- Ice Make - Sword: Espada de Hielo Alquímico más resistente que las espadas comunes.
- Ice Make - War God Lance (Odín Lance): Lanza Gigante de Hielo Alquímico.
- Ice Make - Comet: crea una cometa debajo de él que le permite volar por los aires.

## Como miembro de Fairy Tail
Como miembro de Fairy Tail es tan problemático como todos. Le guarda mucho cariño al gremio y estaría dispuesto a morir luchando por cualquiera de sus miembros. Tiene una fuerte rivalidad con Natsu y continuamente están metidos en peleas. Éstas suelen acabar cuando Erza o Lucy se enfadan y los obligan a hacer las paces. La persona del gremio con quien mejor se lleva es Cana Alberona; esto lo dijo en la entrevista con la revista Weekly Sorcerer. En su pelea contra Rufus de Sabertooth, menciona que desde que recibió su marca de Fairy Tail nunca ha perdido dos veces contra el mismo oponente.
- Datos: Q393128
- Multimedia: Category:Gray Fullbuster / Q393128